# Delia persica
Delia persica este o specie de muște din genul Delia, familia Anthomyiidae, descrisă de Willi Hennig în anul 1974.
Este endemică în Iran. Conform Catalogue of Life specia Delia persica nu are subspecii cunoscute.